# TINA ティナ
『TINA ティナ』（原題：What's Love Got to Do with It）は、1993年制作のアメリカ合衆国の映画。
ロック界の女王ティナ・ターナーの自伝“I, Tina”を映画化した伝記ドラマ映画。原題はティナの世界的な大ヒットとなった曲「愛の魔力」から。

## キャスト
- アンナ・メイ・ブロック＝ティナ・ターナー：アンジェラ・バセット（吹替：杉村理加）
- アイク・ターナー：ローレンス・フィッシュバーン（吹替：山寺宏一）
- ジャッキー：ヴァネッサ・ベル・キャロウェイ（吹替：松岡洋子）
- ゼルマ・ブロック：ジェニファー・ルイス（吹替：久保田民絵）
- アリーン・ブロック：フィリス・イヴォンヌ・スティックニー（吹替：叶木翔子）
- ダーレーン：カンディ・アレキサンダー（吹替：朝倉佐知）
- フロス：シャイ・マクブライド（吹替：島香裕）
- ペニー・ジョンソン・ジェラルド
- リチャード・T・ジョーンズ
- バリー・シャバカ・ヘンリー
- ヴァージニア・ケイパーズ

## 受賞・ノミネート
- 第66回アカデミー賞
  - アカデミー主演男優賞ノミネート（ローレンス・フィッシュバーン）
  - アカデミー主演女優賞ノミネート（アンジェラ・バセット）[3]
- 第51回ゴールデングローブ賞
  - ゴールデングローブ賞 映画部門 主演女優賞 (ミュージカル・コメディ部門)受賞（アンジェラ・バセット）[4] ※バセットはアフリカ系アメリカ人の女優として初の同賞受賞者[5]。
- 第26回NAACPイメージ・アワード映画部門 主演女優賞受賞（アンジェラ・バセット）[6]
- アメリカ映画主題歌ベスト100ノミネート（「愛の魔力」）[7]
- 感動の映画ベスト100第85位ランクイン[8]